# Eleccions legislatives daneses d'abril de 1920
Les eleccions legislatives daneses d'abril de 1920 se celebraren el 26 d'abril de 1920 (el 3 d'agost a les illes Fèroe), després de la Crisi de Pasqua de 1920. El més votat fou el Venstre, qui formà govern dirigit per Niels Neergaard.
| Partit                             | Líder        | Vots    | %     | Escons | +/-   |       |
| ---------------------------------- | ------------ | ------- | ----- | ------ | ----- | ----- |
| Venstre                            |              | 350,563 | 34,4% | 48     | +2    |       |
| Socialdemokratiet                  |              | 300,345 | 29,2% | 42     | +3    |       |
| Det Konservative Folkeparti        |              | 201,499 | 19,6% | 28     | +6    |       |
| Det Radikale Venstre               |              | 123,877 | 12,0% | 17     | -15   |       |
| Erhvervspartiet                    |              | 29,464  | 2,8%  | 4      | +3    |       |
| Centrum                            |              | 9,056   | 0,9%  | 0      | +0    |       |
| Frie Socialdemokrater (E)          |              | 7,260   | 0,7%  | 0      | +0    |       |
| Danmark Venstresocialistiske Parti |              | 3,859   | 0,4%  | 0      | +0    |       |
| Sambandsflokkurin                  |              | 3.117   | 0,1%  | 1      | +0    |       |
| Total                              | Total        |         |       | 140    |       |       |
| Participació                       | Participació | 80,6%   | 80,6% | 80,6%  | 80,6% | 80,6% |
| Font                               | Font         | [ 1 ]   | [ 1 ] | [ 1 ]  | [ 1 ] | [ 1 ] |